# 이매뉴얼 프림퐁
이매뉴얼 요 프림퐁(영어: Emmanuel Yaw Frimpong, 1992년 1월 10일 ~ )는 가나의 전 축구 선수로 포지션은 미드필더이다. 잉글랜드 청소년 대표팀에서 뛰었음에도 불구하고 태어난 곳을 따라 가나 대표팀에서 뛰기로 결정했다. 프림퐁은 가나와 잉글랜드 여권을 모두 가지고 있다.

## 어린 시절
가나 쿠마시에서 태어났으나 어렸을 때 토트넘으로 이사간다. 아스날에 의해 발굴되어 아홉살 때 축구 아카데미에 등록해 이 때 잭 윌셔와 만난다. 토트넘에서 글래스모어 학교에 아스날 유소년팀에 입단해 축구에 전념하기 전까지 다녔다.

## 클럽 경력

### 아스날
아홉살에 아스날과 사인했다. 아스날 유소년 아카데미에서 커리어를 시작했고 코벤트리 시티전에서 골을 넣는다. 아스날은 그를 2008년에 리저브 팀으로 승격시킨다. 리저브 팀에서의 데뷔는 2009년 10월 5일 첼시전에서였다. 팀 동료 제이 에마뉴엘 토마스와 함께 셰필드 유나이티드 전에서 벤치에 앉아있기도 했다. 5월 22일 FA 유스컵 리버풀을 상대로 한 결승전에서 교체로 출전했다 부상당한다. 오스트리아에서의 프리시즌에 참여했으며 2010 에미레이츠 컵의 플레이로 아르센 벵거에게 칭찬받는다. "나는 프림퐁이 잘할 것이라고 믿는다. 드리블에 능하지는 않지만 좋은 몸싸움과 태클을 지녔다."
2010년 8월 19일 훈련중에 전방십자인대 부상으로 9개월 간 명단에서 제외된다.

#### 2011-12 시즌
2011년 7월 13일 말레이시아 XI와의 친선경기에서 교체로 45분간 출전한다. 아스날에서의 리그 데뷔전은 8월 13일 0:0으로 비긴 뉴캐슬 유나이티드전에서 후반전 토마스 로시츠키와 교체투입되며 갖는다. 8월 16일 챔피언스리그 우디네세 전에서 다시 한 번 토마스 로시츠키와 교체투입된다. 리그 첫 선발출전은 8월 20일 리버풀전이였으나 69분 루카스 레이바에 대한 반칙으로 두 번째 옐로카드를 받아 퇴장당하고 만다. 이어지는 리그컵 8강, 맨체스터 시티전에서 전 팀 동료였으나 돈을 찾아 떠난 사미르 나스리와 신경전을 벌이기도 했다.

##### 울브스로의 임대
2012년 1월 1일 시즌 끝날때까지 울버햄튼 원더러스로 임대된다. 다음 날 첼시에 2:1로 패배한 경기에서 첫 경기를 치렀다. 그러나 임대오고 5경기 출전만에 2:1로 승리한 QPR전에서 오른 무릎 십자인대 파열부상을 당해 그대로 시즌을 마쳤다. 이 부상으로 인해 울브스에서 아스날로 복귀하게 되었다.

#### 2012-13 시즌

##### 찰튼으로의 임대
2012년 11월 19일 챔피언십에서 뛰는 찰튼 애슬레틱으로 2013년 1월 31일까지 임대된다. 임대 중간에 팀에 복귀했다.

##### 풀럼으로의 임대
2013년 1월 26일 시즌 끝날때까지 풀럼 FC로 임대를 떠났다.